# Arqueología argentina

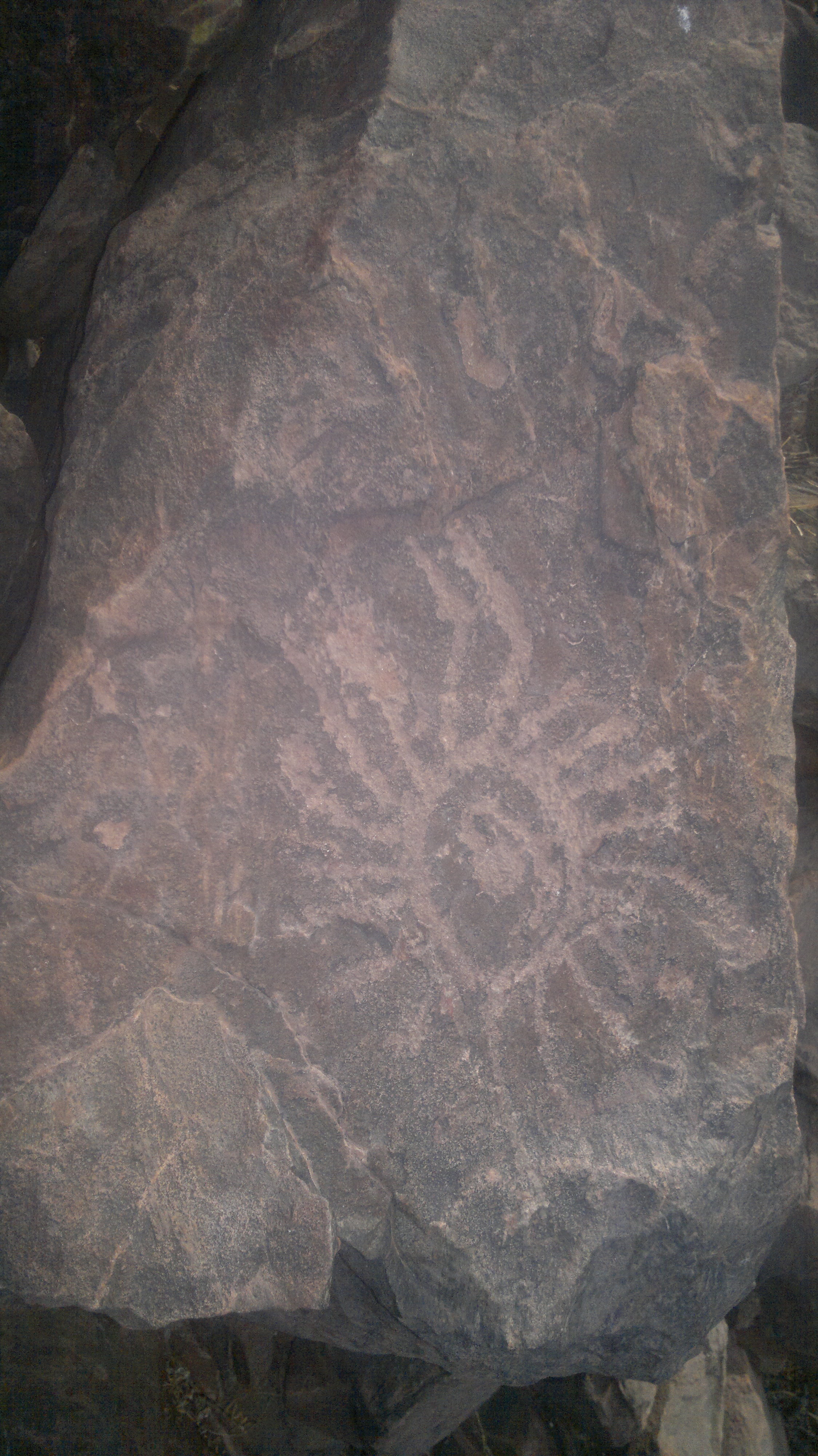
Petróglifos El Duraznito. Salta. Argentina. Símbolo de las primeras escrituras.

La arqueología argentina es aquella realizada dentro del territorio de la República Argentina. No existe homogeneidad en las prácticas y horizontes culturales analizados por los diferentes estudiosos, existiendo, así, varias subramas de la arqueología argentina.

## Ramas de la arqueología argentina

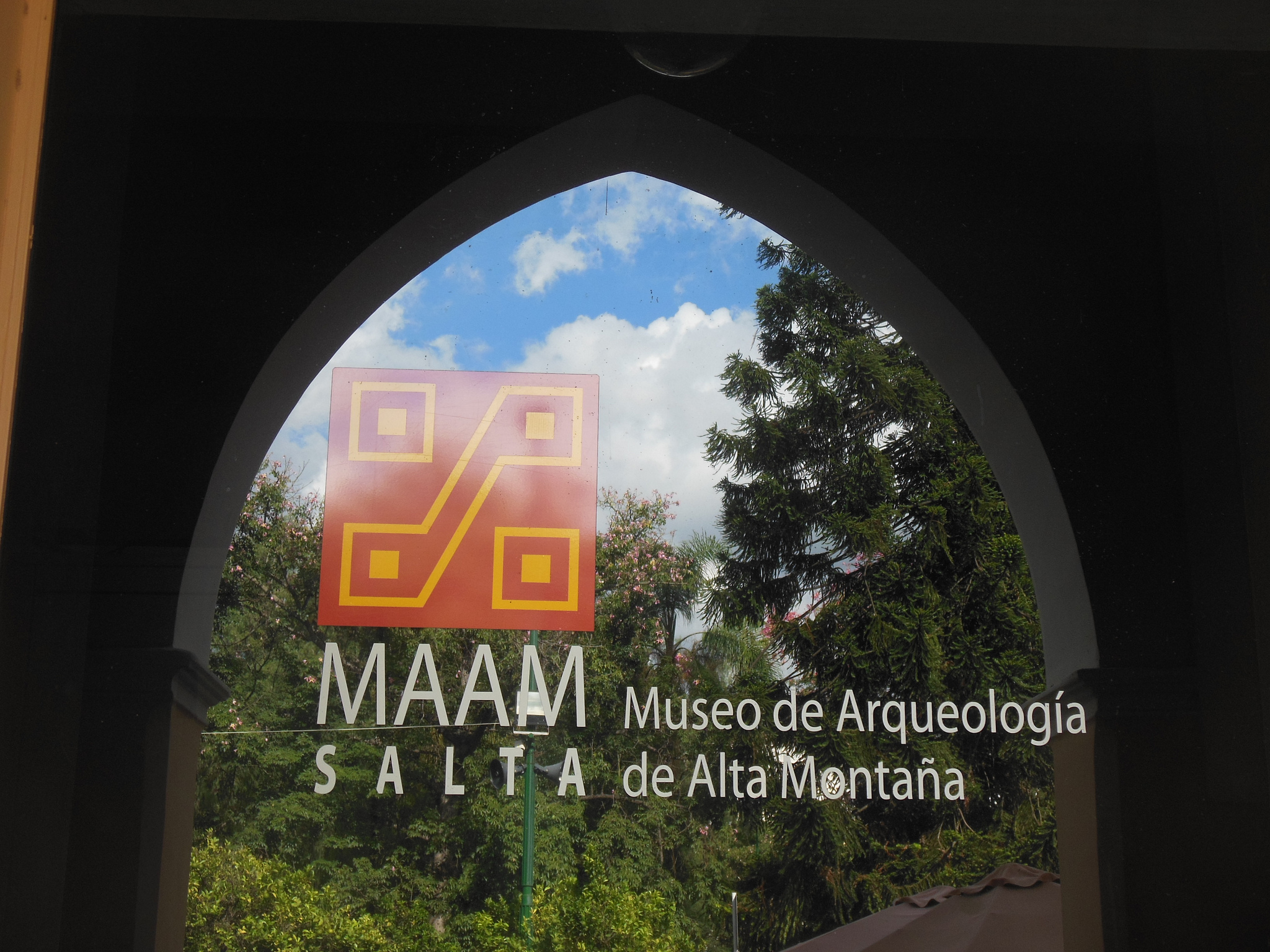
Museo de Arqueología de Alta Montaña (Salta)

Entre esas subramas, las más destacadas son:
- Arqueología del Noroeste Argentino (NOA): Incluye las provincias de Salta (a partir de los estudios realizados en la Universidad Católica de Salta), La Rioja, Catamarca, Santiago del Estero, Jujuy y Tucumán.
- Arqueología de la Patagonia: Incluye las provincias de Tierra del Fuego, Santa Cruz, Chubut, Neuquén y Río Negro.
- Arqueología del Nordeste Argentino (NEA): Incluye las provincias de Entre Ríos, Chaco, Formosa, Corrientes, Misiones y parte de la provincia de Santa Fe.
- Arqueología de la Región Pampeana Argentina: Incluye las provincias de Buenos Aires, La Pampa, sur de Córdoba y de Santa Fe.
- Arqueología urbana, en la Ciudad de Buenos Aires. Ejemplo de los trabajos realizados en esta subrama son aquellos que, en los primeros años de la década de 1980, llevaron a las excavaciones frente a Casa Rosada, que expusieron los restos de la Aduana de Taylor (que fuera demolida a fines del siglo XIX, con motivo de las obras de construcción de Puerto Madero) El Centro de Arqueología Urbana, fundado en 1991, es la institución que más aportes ha realizado en este campo.

## Historia
Generalmente, los trabajos arqueológicos apuntan a yacimientos de culturas precolombinas, hecho relacionado con la extensa historia de las poblaciones originarias, con fechas tan tempranas como el 12.000 A.C. Aunque en las últimas décadas los temas de investigación arqueológica se han ampliado incluyendo el período colonial, republicano y la historia reciente (p.e. colaborando con el estudio de los centros clandestinos de detención).
Se considera al etnógrafo, folcklorólogo y naturalista Juan Bautista Ambrosetti (Gualeguay, Entre Ríos, 22 de agosto de 1865 - Buenos Aires, 28 de mayo de 1917), junto a su discípulo Salvador Debenedetti (Avellaneda, Provincia de Buenos Aires, 2 de marzo de 1884 - altamar, 30 de septiembre de 1930), los padres de la ciencia arqueológica en la Argentina. A ellos se debe el descubrimiento, efectuado en 1908, y posterior estudio del Pucará de Tilcara, una fortificación incaica, situada en la provincia de Jujuy.
Si bien los trabajos realizados por Florentino Ameghino (Luján, provincia de Buenos Aires, 1854 - La Plata, misma provincia, 1911) son previos a los efectuados por Ambrosetti y Debenedetti, la rigurosidad y metodología científica de estos últimos supera a las de Ameghino, por lo que, a pesar de su anterioridad cronológica, no es considerado como "padre de la arqueología argentina", sino como un antecedente de la misma.
En las postrimerías del siglo XX, se destacan los trabajos de Alberto Rex González (Pergamino, Provincia de Buenos Aires, 16 de noviembre de 1918 - La Plata, Buenos Aires, 28 de marzo de 2012), con sus trabajos sobre las culturas agroalfareras de Catamarca; los de Daniel Gastón Schávelzon (Buenos Aires, 1 de noviembre de 1950), relativos al desarrollo de la arqueología histórica y urbana; los de Antonio Serrano de la Universidad Nacional de Córdoba, fundamentalmente en la región del Litoral; los de Daniel Paz, investigador de la Universidad de Buenos Aires; y los de Humberto A. Lagiglia, (San Rafael, Mendoza, 1938-2009), sobre la prehistoria de San Rafael.

## Principales museos y sitios arqueológicos de Argentina

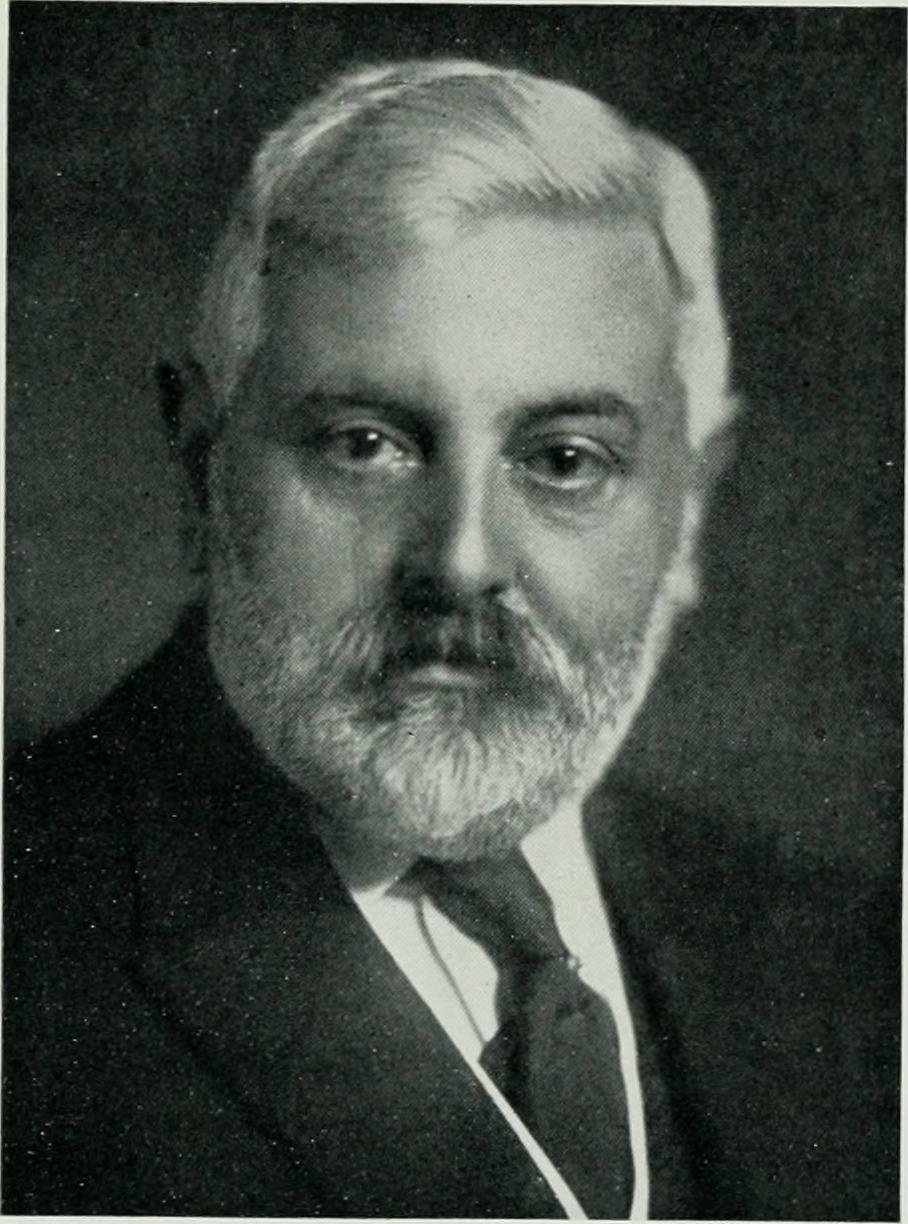
Juan Bautista Ambrosetti.

Numerosos museos del país exponen la labor de la arqueología argentina. A continuación se enumeran algunos de ellos, en conjunto con sitios arqueológicos cuya materialidad sirvió de insumo para relatar la historia local en museos cercanos.
- Museo de Antropología de Córdoba en Córdoba Capital
- Museo Municipal de Historia Natural de San Rafael, en San Rafael, Mendoza, con importantes materiales arqueológicos y estudios de la prehistoria de San Rafael
- Cueva de las Manos, en Santa Cruz
- Museo Arqueológico Adán Quiroga, en San Fernando del Valle de Catamarca
- Museo Arqueológico Inca Huasi, en La Rioja
- Museo Arqueológico Condorhuasi, en Belén, provincia de Catamarca, con importantes vestigios de la cultura Condorhuasi (desarrollada entre el 400 a. C. y el 700)
- Museo Arqueológico de Cachi, con importantes colecciones reunidas en los valles Calchaquíes
- Museo Arqueológico de Jujuy
- Museo Arqueológico de Tilcara, en la provincia de Jujuy
- Museo de La Plata, que posee una amplia colección arqueológica, con un interesante patrimonio en momias
- Museo de Ciencias Naturales y Antropología Wagner, en Santiago del Estero
- Museo del Fin del Mundo, en Ushuaia, Tierra del Fuego
- Museo Etnográfico Ambrosetti, en la ciudad de Buenos Aires
- Parque Provincial de los Menhires, en Tafí del Valle, Tucumán
- Pucará de Andalgalá, en Catamarca
- Pucará de Tilcara, en Jujuy
- Ruinas de los Quilmes, en los Valles Calchaquíes
- Shinkal de Londres, en Catamarca
- Aquihuecó,[1] en Neuquén (exhibición en el Museo Comunal Ana María Biset, en Caepe Malal, Villa Curi Leuvú)
- Cueva Haichol,[2] en Neuquén (exhibición en el Museo Gregorio Álvarez, Neuquén Capital)
- Museo Municipal Mario Brozoski, en Puerto Deseado, provincia de Santa Cruz

## Protección del patrimonio arqueológico argentino
La República Argentina es un país federal, por lo tanto, el patrimonio arqueológico está bajo la protección de cada estado provincial. Sin embargo, se dio un paso significativo en la preservación del mismo con la sanción de la Ley Nacional 25.743, también conocida como Ley de Protección del Patrimonio Arqueológico y Paleontológico, sancionada el 4 de junio de 2003 y promulgada el 25 de junio del mismo año.